# مفرق نتساريم
مفرق نتساريم أو مفترق الشهداء هو تقاطع طرق في الجزء الأوسط من قطاع غزة في فلسطين. يتكون من تقاطع حاجز نتساريم، الذي يمتد من الشرق إلى الغرب، والذي بناه الجيش الإسرائيلي مع شارع صلاح الدين (الذي يمتد من الشمال إلى الجنوب، وهو أحد الطريقين الرئيسيين في قطاع غزة). تم تسميتها على اسم مستوطنة نتساريم الإسرائيلية السابقة.
في 12 نوفمبر 1994، وقعت عملية تفجير دراجة نارية في تقاطع نتساريم، وأدى ذلك إلى مقتل ثلاثة جنود وستة من أفراد الخدمة العسكرية الإسرائيليين وستة فلسطينيين. ردًا على ذلك، قامت الشرطة الفلسطينية بحملة قمع واعتقلت أكثر من 100 من المتشددين.
في 30 سبتمبر 2000، وقعت جريمة قتل محمد الدرة عند التقاطع، وأشار إلى ذلك ريتشارد لانديس، الكاتب في مجلة تابلت إلى أن الحادثة كانت متعمدة. في أغسطس/آب 2024، اقترحت إسرائيل إضافة آلية تفتيش على التقاطع، وهو ما رفضته الولايات المتحدة. خلال الحرب الفلسطينية الإسرائيلية 2023، دمر الجيش الإسرائيلي المفرق وكل ما يحيط به.